# 下曾根浄喜
下曾根 浄喜（しもそね じょうき、? - 天正10年（1582年））は、戦国時代の武将。下曾根覚雲斎と言われていた人物。甲斐武田氏の家臣で、御一門衆。通称は源六郎、受領名は出羽守、号は岳雲軒浄喜。実名は不詳だが、諱を信恒とする所伝がある。

## 略歴
下曾根氏は武田氏庶流で、甲斐守護武田信重の子賢信を祖とする武田氏庶流の一族。『甲陽軍鑑』に拠れば浄喜は足軽大将衆として同心衆30騎・足軽50人持で、永禄2年（1559年）に譜代家老春日虎綱の後任として信濃小諸城代となったという。
浄喜は武田氏からの書状で名字を省略されており、武田姓使用を許可された一門待遇を受けていたと考えられている。
『甲乱記』に拠れば、天正10年（1582年）の織田・徳川連合軍の甲斐侵攻に際しては、同年3月16日に小諸城に逃れた武田信豊を討ち、その首を織田信長に進上するが、誅殺されたという。